# Olbalbal
Olbalbal è una circoscrizione rurale (rural ward) della Tanzania situata nel distretto di Ngorongoro, regione di Arusha. Conta una popolazione di 8 969 abitanti (censimento 2012).